# Cofre de Perote
De Cofre de Perote (Nahuatl: Nauhcampatepetl) is een vulkaan in de Mexicaanse deelstaat Veracruz, vlak bij de plaats Perote. Met een hoogte van 4201 meter is het de op zeven na hoogste berg van Mexico en de op een na hoogste berg van Veracruz.
Vanwege een gestolde lavaprop heeft de vulkaan een opvallende vorm, waaraan hij ook zijn naam dankt (cofre betekent koffer). In totaal heeft de vulkaan vier pieken, die relatief makkelijk te beklimmen zijn.

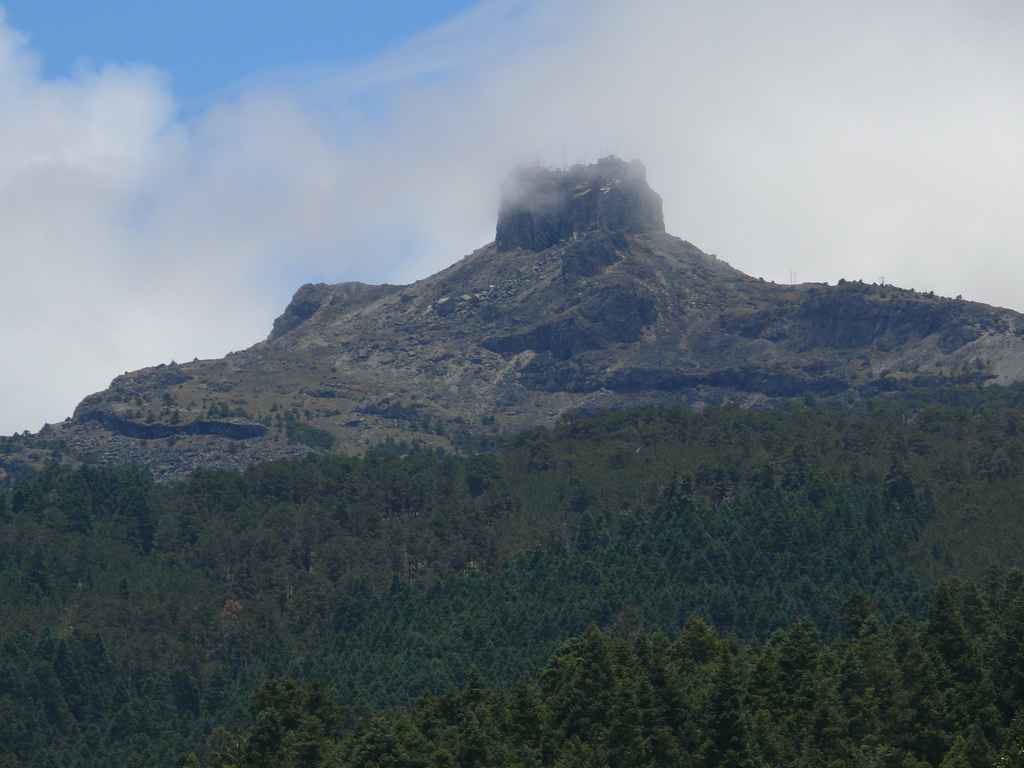
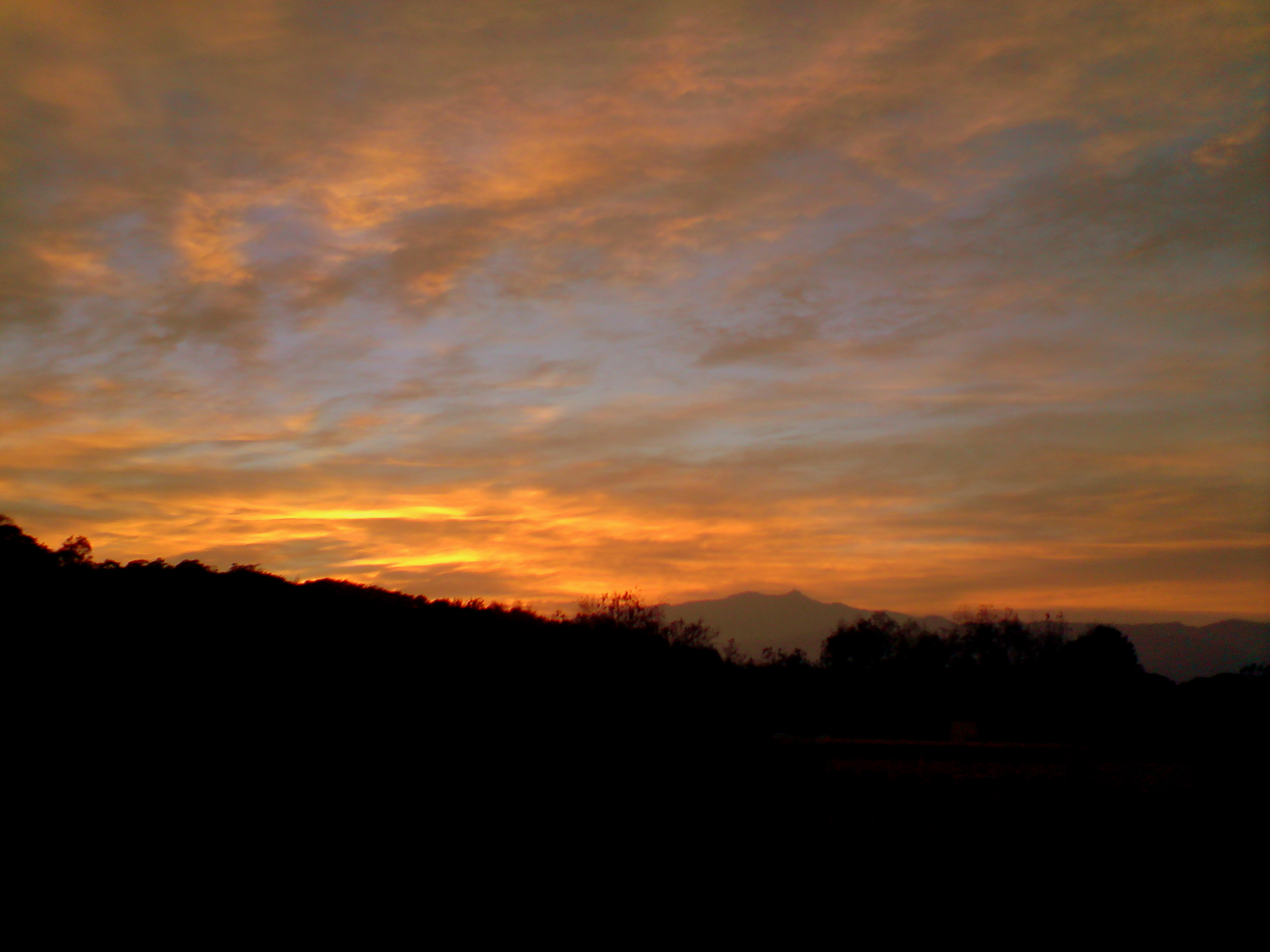
Zonsondergang in Xalapa met op de achtergrond de Cofre de Perote
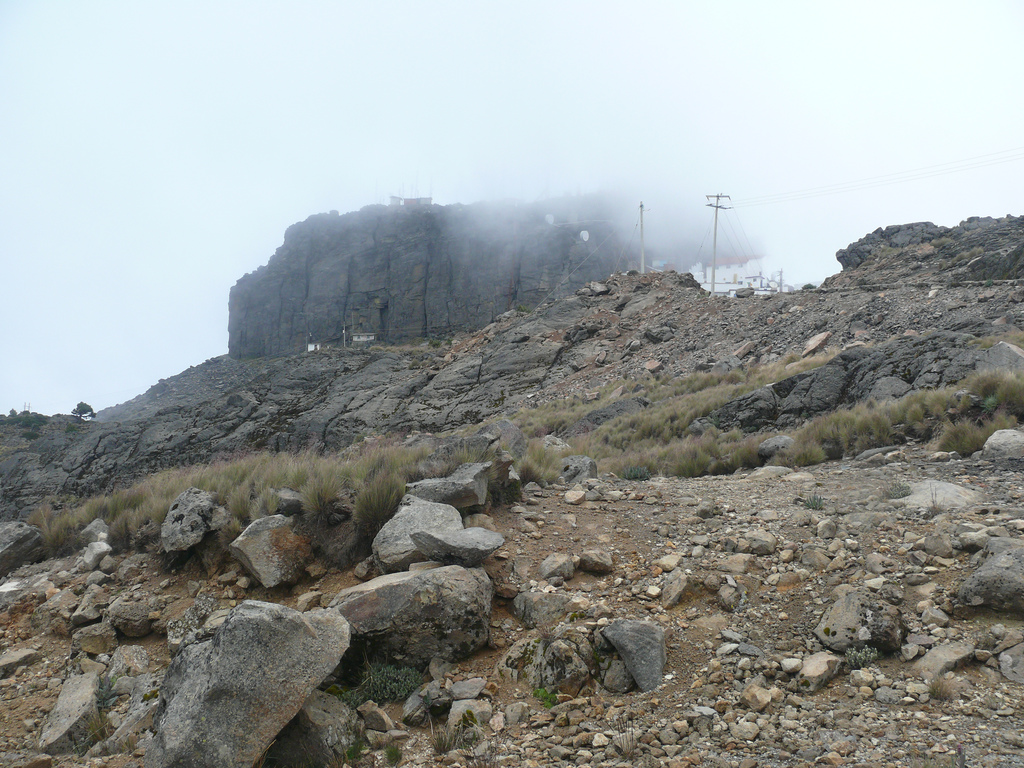
Westzijde
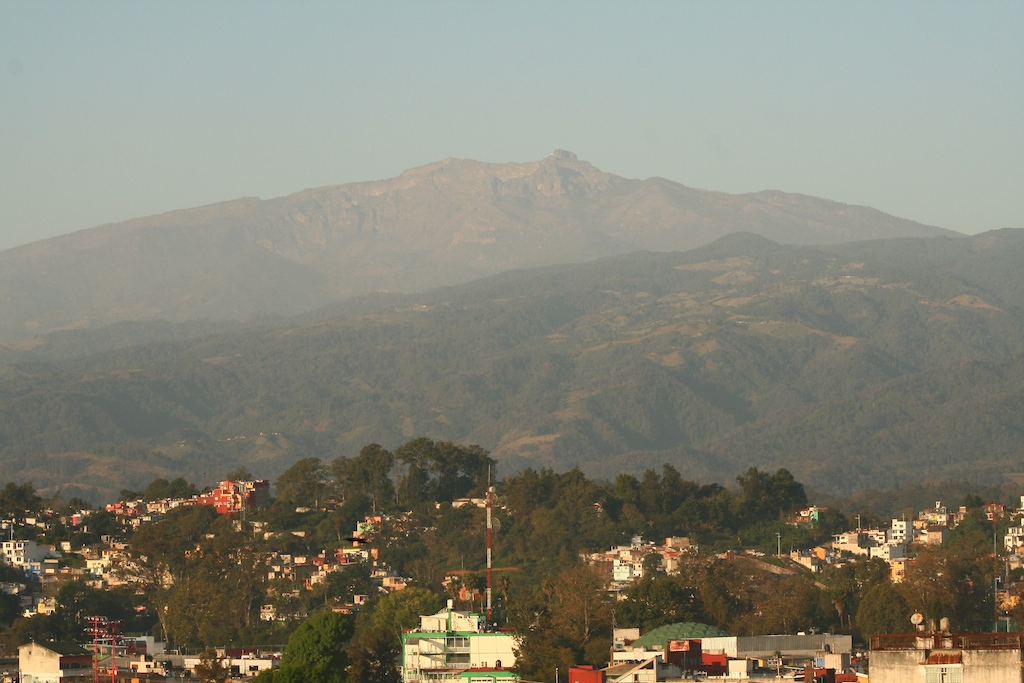
De Cofre gezien vanaf het centrum van Xalapa
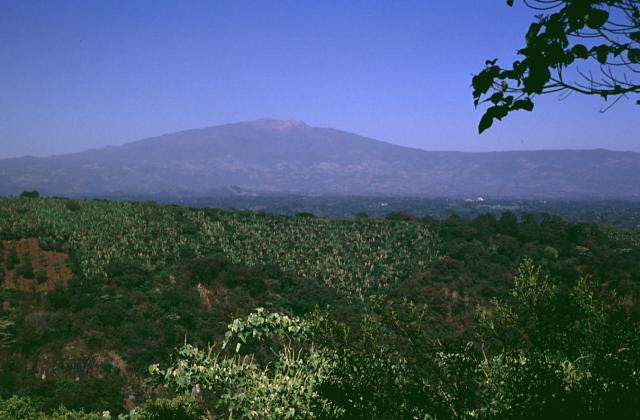
Cofre de Perote vanuit het noorden gezien